# Joseph Stapf (Mathematiker)
Joseph Paul Stapf (* 23. Jänner 1762 in Perjen, Tirol; † 16. Oktober 1809 in Innsbruck) war ein österreichischer Mathematiker. Er gilt als Begründer der ingenieurwissenschaftlichen Lehre und Forschung an der Universität Innsbruck.

## Leben
Joseph Stapf war das jüngste von acht Kindern einer Bauernfamilie aus Perjen (heute ein Stadtteil von Landeck). In der Volksschule wurde seine Begabung erkannt und mit Förderung des Kuraten Georg Lechleitner konnte er im Anschluss das Franziskanergymnasium in Hall besuchen. Danach studierte er an der Philosophischen Fakultät der Universität Innsbruck, wo unter anderem Ignaz Weinhart zu seinen Lehrern zählte. 1780 schloss er mit dem Magister der Philosophie ab und studierte anschließend zwei Jahre Rechtswissenschaften, die meiste Zeit widmete er sich jedoch seinen Lieblingsfächern Mathematik und Physik. Gemeinsam mit seinem älteren Bruder Anton Isidor (1757–1787), der nach ihm auch ein Studium begonnen hatte, unterstützte er Franz von Zallinger bei astronomischen Beobachtungen. In den Ferien beschäftigten sich die Brüder in ihrem Heimatort mit physikalischen Versuchen, insbesondere zu Elektrizität, Magnetismus und Aerostatik, den Hauptgegenständen der damaligen physikalischen Forschung.
1783 wurde Stapf mathematischer Repetitor an der Theresianischen Militärakademie in Wiener Neustadt. 1785 war er bei der Steuervermessung in Böhmen tätig, von 1786 bis 1789 bei der Grundvermessung in Ungarn. Nach dem Ende dieses Auftrags nahm er eine Stelle als Wirtschaftsrat des Bischofs von Raab an, war aber bestrebt, wieder ins Baufach und in seine Heimat Tirol zurückzukehren. Als nach dem Tod Kaiser Josephs II. 1790 von seinem Nachfolger Leopold II. die Wiederherstellung der von ihm 1782 aufgehobenen Innsbrucker Universität erhofft wurde, stellte Stapf ein Gesuch auf Einrichtung eines Lehrstuhls der praktischen Mathematik.
Im November 1791 wurde er als Hofbauamtskontrollor in Innsbruck angestellt, am 16. März 1792 ernannte ihn Kaiser Franz II. zum öffentlichen ordentlichen Lehrer der praktischen Mathematik und Technologie an der philosophischen Fakultät der mit 1. November 1792 wiedererrichteten Universität Innsbruck. Zusätzlich zu diesen Fächern lehrte er ab 1797 auch Forstwissenschaft. Anlässlich der napoleonischen Kriege hielt er 1796 öffentliche Vorlesungen über Kriegskunst und überprüfte die Verteidigungsanlagen im Oberinntal. 1799 untersuchte er den Lauf der Etsch bei Bozen und erstellte einen Bericht zur Trocknung der Sümpfe und Verhinderung von Überschwemmungen. Die Maßnahmen wurden wegen des Krieges nicht umgesetzt.
Im Jahr 1800 wurde Stapf zum Rektor gewählt, 1802 zum Dekan der philosophischen Fakultät.
1803 heiratete er die Tochter des Thaddäus von Leis und der Johanna von Wenzl. Von den vier Kindern starben zwei bereits in der Kindheit. Ab 1803 war Stapf gesundheitlich beeinträchtigt, ab 1805 konnte er sein Haus nicht mehr verlassen und hielt dort seine Vorlesungen.
1974 wurde die Josef-Stapf-Straße im Innsbrucker Stadtteil Hötting West in der Nähe der wenige Jahre zuvor errichteten Technischen Fakultät benannt. Auch in Landeck-Perjen erinnert eine Straße an Joseph Stapf.

## Schriften (Auswahl)
- Unterthänigste Vorstellung an das Land Tyrol, die Errichtung eines Lehrstuhles der praktischen Mathematik an der Universität zu Innsbruck betreffend. 1791
- Zuverlässige Mittel zur Vermeidung des Höhedruckes des Wassers auf alle tiefliegenden Bodenflächen, durch welche die Schleußen und Schiffdocken gegen das Sprengen des Bodens auf immer gesichert werden. Innsbruck 1798
- Nachricht von dem öffentlichen Unterrichte, und Uebersicht der Lehrgegenstände der praktischen Mathematik und Technologie an der k. k. Universität zu Innsbruck unter dem Lehramte des Professors Joseph Stapf. Innsbruck 1798
- Rede bei der feierlichen Einsetzung Sr. königl. Hoheit des durchlauchtigsten Erzherzogs Johann von Oesterreich als beständigem Rektor der k. k. Leopoldinischen Universität zu Innsbruck. 1800
- Vorrede zu dem Vorschlage über die Austrocknung und Beurbarung des zwischen Glurns und Laaß in Obervinschgau liegenden Morastes, von Franz Patscheider, Kameralisten, königl. Landgeometer und Straßeningenieur. Innsbruck 1807